# Ermengol Dalmau i de Cubells
Ermengol Dalmau i de Cubells   (la Seu d'Urgell, 7 de febrer de 1767 - Barcelona, 29 de gener de 1841) fou un advocat català, alcalde major de Barcelona. Fill de Francesca de Cubells i Felip Dalmau, va estudiar dret civil i canònic i es graduà com a batxiller i llicenciat a la Universitat de Cervera, on exercí algunes càtedres en substitució dels seus titulars.
L'any 1794 va ser acceptat com a advocat de l'Audiència i dels Reials Consells. El mateix any, l'Ajuntament de la Seu d'Urgell el va nomenar advocat, càrrec que va compaginar amb les funcions de regidor i assessor lletrat del corregidor de Talarn i del tribunal eclesiàstic del bisbat. Durant la guerra contra França, va servir com a capità de miquelets a Puigcerdà. Va perdre les seves propietats quan les tropes franceses van ocupar l'Urgell, però Carles IV el va compensar nomenant-lo, el 1799, alcalde major de la vila de Quesada, a Granada, on es va distingir per la seva diligència en l'execució de les obres públiques.
Fou anomenat alcalde major de Barcelona el 13 de gener de 1806 en substitució de Blas del Conde. Presidí onze sessions fins al 5 d'agost de 1808 quan va fugir de la ciutat, juntament amb el seu company de vara Mariano Villelas de Mola, per la ocupació napoleònica. La Junta Central el va nomenar alcalde major de la ciutat de València, on va arribar el dia 23 de gener de 1810. Durant el setge francès, el general Blake li denegà la sortida de València, per lo que va haver d'ocupar el càrrec durant la presència francesa. Aquesta ambigüitat li va produir malentesos un cop finalitzada la guerra.
El 6 de maig de 1814, es va reincorporar al càrrec d'alcalde major de Barcelona però el seu retorn no fou ben acollit per les autoritats municipals barcelonines donada la seva suposada col·laboració napoleònica. El regidor degà, el marquès de Villel, va demanar al rei el seu cessament però Armengol continuà ocupant el càrrec fins a la fi del seu mandant el 13 d'agost de 1818, quan va tornar a La Seu d'Urgell, on el govern liberal el va nomenar, l'1 de maig de 1820, jutge de primera instància.
L'agost de 1824, va ser designat per a la vara d'alcalde major de Vilafranca del Penedès, on estigué gairebé un any. El 1825 el rei Ferran VII el nomenà alcalde del crim de l'Audiència catalana però més tard s'ordenà la suspensió de la seva presa de possessió i la revocació del seu títol. El 1827 el seu cas s'estava jutjant a l'Audiència que va recusar per considerar poc parcial i sollicitant al rei que fos el Consell de Castella, i no l'Audiència catalana, qui dictamines la sentència.